# Савански јастреб
Савански јастреб (лат. Buteogallus meridionalis) је врста птице грабљивице из породице јастребова, која насељава саване и ивице мочвара. Гнезди се на подручу које се протеже од Панаме и Тринидада на северу, до Боливије, централне Аргентине и Уругваја на југу.

## Опис
Савански јастреб достиже дужину од 46–61 cm и тежину од 845 g. Одрасле јединке имају риђкасто перје са сивим шарама са горње стране и црним пругама са доње стране тела. Летна пера дугих широких крила су црна, а реп је пругаст, црно-бео. Ноге су жуте.
Младе птице су сличне одраслим, али имају тамније, једноличније горње и блеђе доње делове тела са неправилнијим пругама, као и беличасте веђе (обрве). Ова врста стоји усправно, а ноге су јој веома дуге.

## Исхрана
Савански јастреб се храни малим сисарима, гуштерима, змијама, крабама и великим инсектима. Обично стоји на високој грани, са које се обрушава на свој плен, али понекад лови и са земље, код појаве шумских пожара, може се десити да већи број птица лови заједно.

## Размножавање
Гнездо прави на палми, а материјал који користи су гранчице испреплетане травом. Полаже једно јаје, а младунци у гнезду остају 6,5 до 7,5 недеља.